# Stazione di Aizu-Wakamatsu
La stazione di Aizu-Wakamatsu (会津若松駅?, Aizu-Wakamatsu-eki) è la principale stazione ferroviaria della città di Aizuwakamatsu, nella prefettura di Fukushima della regione del Tōhoku, in Giappone. Presso questa stazione passa la linea Ban'etsu occidentale, ed è capolinea per la linea Tadami della JR East. Sfruttando la Tadami, fanno capolinea ad Aizu-Wakamatsu anche i treni della ferrovia di Aizu.

## Linee e servizi
East Japan Railway Company
■ Linea Ban'etsu occidentale
■ Linea Tadami
Ferrovia di Aizu
■ Linea Aizu (servizio ferroviario)

## Struttura
La stazione è dotata di tre marciapiedi a isola con cinque binari totali, di cui l'1 e il 2 tronchi per i treni terminanti qui. È presente una biglietteria presenziata, aperta dalle 5:40 alle 21:00, un'agenzia di viaggi, un combini, servizi igienici e altri servizi.
| 1 | ■ Linea Ban'etsu occidentale | per Iwanashiro e Kōriyama per Kitakata                               |
| 2 | ■ Linea Ban'etsu occidentale | per Iwanashiro e Kōriyama per Kitakata, Niitsu e Niigata             |
| 3 | ■ Linea Ban'etsu occidentale | per Kitakata, Niitsu e Niigata                                       |
| 3 | ■ Linea Tadami               | per Aizu-Bange, Aizu-Kawaguchi, Tadami e Koide                       |
| 4 | ■ Linea Tadami               | per Aizu-Bange, Aizu-Kawaguchi, Tadami e Koide                       |
| 4 | ■ Linea Aizu                 | binario di manovra                                                   |
| 5 | ■ Linea Aizu                 | per Yunokami Onsen, Aizu-Tajima, Aizukōgen-Ozeguchi e Kinukawa Onsen |

## Stazioni adiacenti
| «                          | Servizio                   | »                          |
| Linea Ban'etsu occidentale | Linea Ban'etsu occidentale | Linea Ban'etsu occidentale |
| -------------------------- | -------------------------- | -------------------------- |
| Hirota                     | Locale                     | Dōjima                     |
| Bandaimachi                | Rapido                     | Shiokawa                   |
| Capolinea                  | Rapido Agano               | Shiokawa                   |
| Bandaimachi                | Rapido Aizu Liner          | Capolinea                  |
| Linea Tadami               |                            |                            |
| Capolinea                  | -                          | Nanokamachi                |
| Ferrovia di Aizu           |                            |                            |
| Capolinea                  | -                          | Nanokamachi                |